# Augustinus von Galen
Augustinus von Galen, né le 14 décembre 1870 à Münster et mort le 2 septembre 1949 à Fribourg (Suisse), est un bénédictin, frère du bienheureux cardinal von Galen.

## Biographie
Wilhelm Emanuel (nom de baptême) von Galen est le fils du comte Ferdinand Heribert von Galen, issu d'une antique famille de la noblesse de Westphalie, la famille von Galen, et son épouse née comtesse Élisabeth von Spee. Il est le frère du futur bienheureux opposant au nazisme, Clemens August von Galen (1878-1946), évêque de Münster.
Après son baccalauréat au gymnasium catholique Antonianum de Vechta, Wilhelm Emanuel von Galen entre en 1889 au collège jésuite St Mary's à Cantorbéry en Angleterre. Il poursuit ensuite ses études à Fribourg, à Göttingen et à Leipzig, où il est reçu au doctorat en droit en 1895.
Il entre en 1897 au noviciat de l'abbaye bénédictine d'Emmaüs à Prague, sous le nom de religion d'Augustinus, en l'honneur de saint Augustin. La célèbre abbaye de Prague accueillait alors les moines de l'abbaye de Beuron, expulsés par le Kulturkampf. Elle devra évacuer ses moines allemands après la guerre et l'indépendance de la nouvelle Tchécoslovaquie pour les remplacer par des moines tchèques. Les premiers rejoignent alors l'abbaye de Grüssau en Basse-Silésie. Augustinus devient profès le 25 mars 1899 et, après des études de théologie, prêtre en 1901.
Après l'évacuation de l'abbaye, le Père von Galen se retrouve à Vienne (Autriche) au sein de l' Union de l'Église ukrainienne, association approuvée par le Saint-Siège en 1924, sous le nom de Catholica Unio. Sa maison-mère se trouve en Suisse à partir de 1927 et le Père von Galen demeure à Fribourg en tant que secrétaire de l'association. Cette association travaille à aider matériellement et spirituellement les Églises d'Orient et à établir des liens œcuméniques, surtout à une époque où la majorité de ces Églises se trouvaient en URSS, sous un régime marxiste-léniniste violemment athée.
Le Père von Galen est enterré d'abord au cimetière des Sœurs du Bon-Pasteur de Fribourg, dont faisait partie sa cousine germaine, la bienheureuse Marie du Divin-Cœur-de-Jésus (1863-1899), puis ses restes sont inhumés parmi les siens au château de Dinklage (aujourd'hui abbaye bénédictine féminine), berceau familial près d'Oldenbourg.

## Source
- (de) Cet article est partiellement ou en totalité issu de l’article de Wikipédia en allemand intitulé « Augustinus von Galen » (voir la liste des auteurs).
- Iso Baumer, « Galen, Augustin von » dans le Dictionnaire historique de la Suisse en ligne, version du 15 août 2005.